# Comuna de Widuchowa
Widuchowa (polaco: Gmina Widuchowa) é uma gminy (comuna) na Polónia, na voivodia de Pomerânia Ocidental e no condado de Gryfiński.
De acordo com os censos de 2005, a comuna tem 5.608 habitantes, com uma densidade 26,7 hab/km².

## Área
Estende-se por uma área de 209,63 km².

## Demografia
Dados de 30 de Junho 2004:
|                      | Total   | Total | Mulheres | Mulheres | Homens  | Homens |
| -------------------- | ------- | ----- | -------- | -------- | ------- | ------ |
|                      | pessoas | %     | pessoas  | %        | pessoas | %      |
| População            | 5608    | 100   | 2788     | 49,7     | 2820    | 50,3   |
| Densidade (pop./km²) | 26,7    | 100   | 13,3     | 13,3     | 13,4    | 13,4   |

De acordo com dados de 2002, o rendimento médio per capita ascendia a 1311,01 zł.